# Colonomyia
Colonomyia (лат.) — род длинноусых двукрылых из семейства Rangomaramidae (Sciaroidea). 9 видов. Центральная и Южная Америка (Аргентина, Бразилия, Коста-Рика, Чили), Австралия и Океания (Папуа - Новая Гвинея, Новая Зеландия). Мелкие длинноногие насекомые, длина 2—3 мм. Общая окраска тела обычно коричневая. Нижнечелюстные щупики 5-члениковые, а нижнегубные — 2-члениковые. Катэпистернум соприкасается с латеротергитом, соединяясь с вентральной половиной мезэпистернума. Ноги и усики относительно длинные (длина ног почти в 1,5 раза превышает длину тела). Формула шпор: 1-2-2. Радиомедиальная жилка r-m полностью продольная и длиннее чем R1. Жилка A1 в переднем крыле отсутствует, также как и у Cabamofa и Rogambara, с которыми они объединяются в подсемействе Ohakuneinae Amorim & Rindal, 2007. Colonomyia вместе с родами Ohakunea, Rogambara и Cabamofa формирует общую кладу по большинству анализируемых признаков.
- Colonomyia acutistyla Matile & Duret, 1994 — Чили[3]
- Colonomyia albicaulis Colless, 1963 — Австралия[4]
- Colonomyia borea Hippa & Jaschhof, 2004 — Коста-Рика[2]
- Colonomyia brasiliana Amorim & Rindal, 2007 — Бразилия[1]
- Colonomyia freemani Amorim & Rindal, 2007 — Чили[1]
- Colonomyia magellanica Matile & Duret, 1994 — Аргентина, Чили[3]
- Colonomyia obtusistyla Matile & Duret, 1994 — Аргентина, Чили[3]
- Colonomyia rakelae Hippa & Jaschhof, 2004 — Папуа - Новая Гвинея[2]
- Colonomyia tasmanica Jaschhof, 2008 — Тасмания[5]